# Юзефово (гміна Влоцлавек)
Юзефово (пол. Józefowo, нім. Josefssee) — село в Польщі, у гміні Влоцлавек Влоцлавського повіту Куявсько-Поморського воєводства.
Населення — 296 осіб (2011).
У 1975-1998 роках село належало до Влоцлавського воєводства.

## Демографія
Демографічна структура станом на 31 березня 2011 року:
|          | Загалом | Допрацездатний вік | Працездатний вік | Постпрацездатний вік |
| -------- | ------- | ------------------ | ---------------- | -------------------- |
| Чоловіки | 158     | 38                 | 106              | 14                   |
| Жінки    | 138     | 31                 | 77               | 30                   |
| Разом    | 296     | 69                 | 183              | 44                   |